# Vila Garcia (Amarante)
Vila Garcia é uma povoação portuguesa do Município de Amarante que foi sede da extinta Freguesia de Vila Garcia, freguesia que tinha 3,57 km² de área e 803 habitantes (2011), e, por isso, uma densidade populacional de 224,9 hab/km².
A Freguesia de Vila Garcia foi extinta em 2013, no âmbito de uma reforma administrativa nacional, tendo sido agregada às freguesias de Aboim e Chapa, para formar uma nova freguesia denominada União das Freguesias de Vila Garcia, Aboim e Chapa da qual é sede.

## População
| População da freguesia de Vila Garcia | População da freguesia de Vila Garcia | População da freguesia de Vila Garcia | População da freguesia de Vila Garcia | População da freguesia de Vila Garcia | População da freguesia de Vila Garcia | População da freguesia de Vila Garcia | População da freguesia de Vila Garcia | População da freguesia de Vila Garcia | População da freguesia de Vila Garcia | População da freguesia de Vila Garcia | População da freguesia de Vila Garcia | População da freguesia de Vila Garcia | População da freguesia de Vila Garcia | População da freguesia de Vila Garcia |
| ------------------------------------- | ------------------------------------- | ------------------------------------- | ------------------------------------- | ------------------------------------- | ------------------------------------- | ------------------------------------- | ------------------------------------- | ------------------------------------- | ------------------------------------- | ------------------------------------- | ------------------------------------- | ------------------------------------- | ------------------------------------- | ------------------------------------- |
| 1864                                  | 1878                                  | 1890                                  | 1900                                  | 1911                                  | 1920                                  | 1930                                  | 1940                                  | 1950                                  | 1960                                  | 1970                                  | 1981                                  | 1991                                  | 2001                                  | 2011                                  |
| 272                                   | 268                                   | 302                                   | 316                                   | 345                                   | 364                                   | 376                                   | 418                                   | 461                                   | 486                                   | 439                                   | 496                                   | 609                                   | 671                                   | 803                                   |

| Distribuição da População por Grupos Etários | Distribuição da População por Grupos Etários | Distribuição da População por Grupos Etários | Distribuição da População por Grupos Etários | Distribuição da População por Grupos Etários | Distribuição da População por Grupos Etários | Distribuição da População por Grupos Etários | Distribuição da População por Grupos Etários | Distribuição da População por Grupos Etários | Distribuição da População por Grupos Etários |
| -------------------------------------------- | -------------------------------------------- | -------------------------------------------- | -------------------------------------------- | -------------------------------------------- | -------------------------------------------- | -------------------------------------------- | -------------------------------------------- | -------------------------------------------- | -------------------------------------------- |
| Ano                                          | 0-14 Anos                                    | 15-24 Anos                                   | 25-64 Anos                                   | > 65 Anos                                    |                                              | 0-14 Anos                                    | 15-24 Anos                                   | 25-64 Anos                                   | > 65 Anos                                    |
| 2001                                         | 144                                          | 99                                           | 359                                          | 69                                           |                                              | 21,5%                                        | 14,8%                                        | 53,5%                                        | 10,3%                                        |
| 2011                                         | 152                                          | 88                                           | 459                                          | 104                                          |                                              | 18,9%                                        | 11,0%                                        | 57,2%                                        | 13,0%                                        |

## Património
- Solar de Vila Garcia ou Solar de Igreja